# Кубатан
Кубата́н (порт. Cubatão) — муниципалитет в Бразилии, входит в штат Сан-Паулу. Составная часть мезорегиона Агломерация Сан-Паулу. Входит в экономико-статистический микрорегион Сантус. Население составляет 120 271 человек на 2007 год. Занимает площадь 142,281 км². Плотность населения — 845,3 чел./км².
Праздник города — 9 апреля.

## История
Город основан в 1833 году.

## Статистика
- Валовой внутренний продукт на 2005 составляет 5 372 360 млн реалов (данные: Бразильский институт географии и статистики).
- Валовой внутренний продукт на душу населения на 2005 составляет 45 120,00 реалов (данные: Бразильский институт географии и статистики).
- Индекс развития человеческого потенциала на 2000 составляет 0,772 (данные: Программа развития ООН).

## География

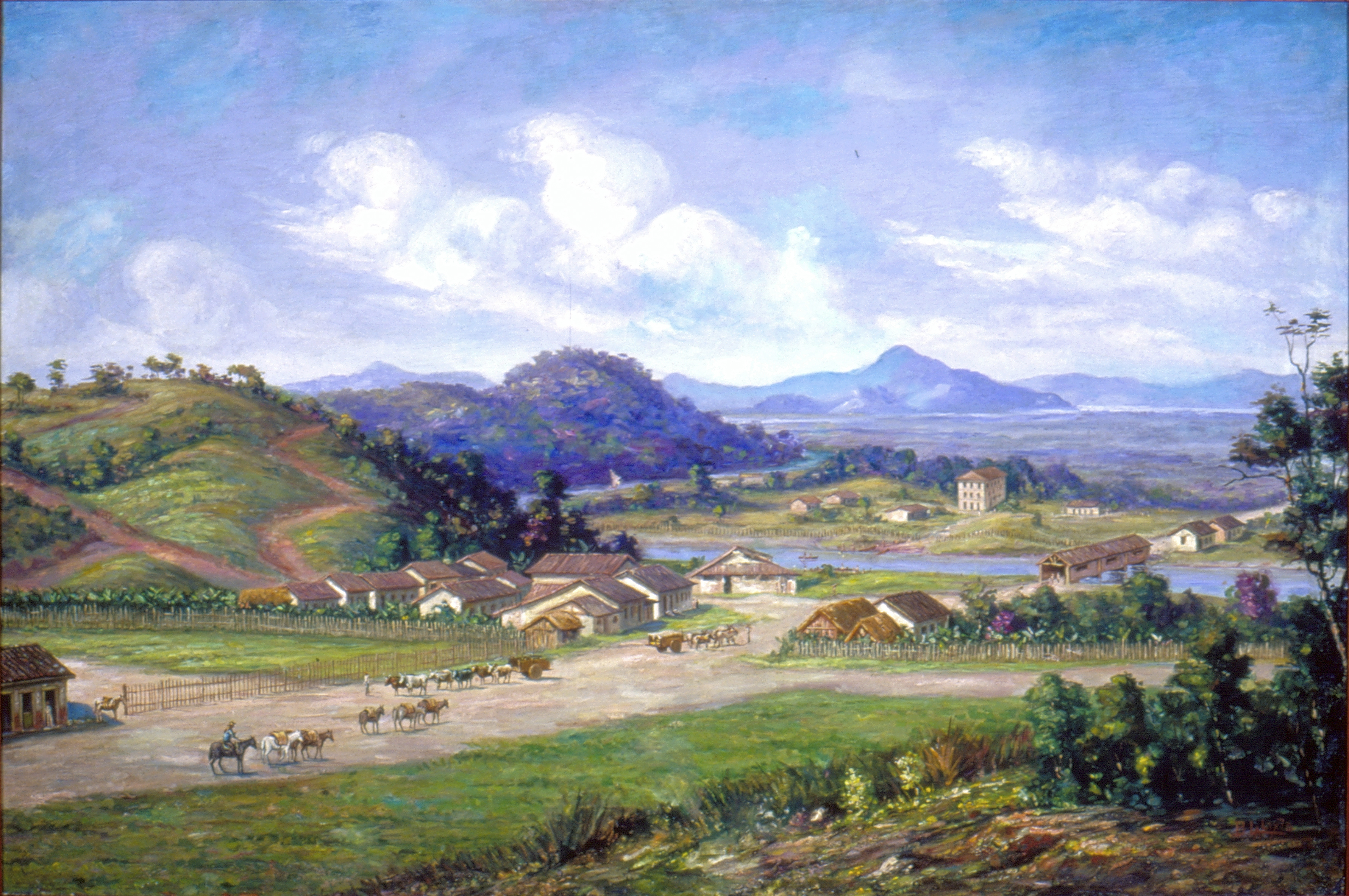

Климат местности: тропический.

## Города-побратимы
Кубатан состоит в дружеских взаимоотношениях со следующими городами-побратимами:
| Город  | Страна     | Дата | Ссылка |
| ------ | ---------- | ---- | ------ |
| Авейру | Португалия | 1997 |        |